# La Jeune Fille au carton à chapeau
Pour plus de détails, voir Fiche technique et Distribution.
La Jeune Fille au carton à chapeau (en russe : Девушка с коробкой, Devushka s korobkoy) est un film muet soviétique réalisé par Boris Barnet, sorti en 1927.

## Synopsis
Natacha Korosteleva fabrique des chapeaux à domicile qu'elle livre ensuite à Madame Irène, modiste à Moscou. Au cours d'un de ses déplacements, elle fait la connaissance d'Ilia Snegirev, un jeune ouvrier d'origine provinciale. Afin de lui venir en aide, elle contracte avec lui un mariage fictif. Ilia pourra ainsi être logé dans une des chambres de Madame Irène. Un jour, celle-ci paie Natacha au moyen d'une obligation d'emprunt à lots. Au tirage au sort, l'obligation vaut 25 000 roubles. La propriétaire du magasin et son époux tentent alors d'influencer Natacha afin de récupérer la somme d'argent. En pure perte. Natacha constate, dans le même temps, l'attitude désintéressée d'Ilia. Elle choisit alors de devenir réellement son épouse.

## Fiche technique
- Titre original : Девушка с коробкой
- Titre français : La Jeune Fille au carton à chapeau
- Réalisation : Boris Barnet
- Scénario : Valentin Tourkine, Vadim Cherchenevitch
- Photographie : Boris Frantsisson, Boris Filchine
- Décors : Sergueï Kozlovski
- Société de production : Mejrabpom-Rous
- Pays d'origine :  Union soviétique
- Format : Noir et blanc - 35 mm - 1,33:1 - Film muet
- Genre : comédie
- Durée : 67 minutes
- Dates de sortie : 19 avril 1927

## Distribution
- Anna Sten : Natacha Korosteleva
- Vladimir Mikhailov : le grand-père
- Ivan Koval-Samborsky : Ilia Snegirev
- Serafima Birman : Madame Irène
- Pavel Pol : son mari
- Eva Milioutina : Marfusha
- Vladimir Fogel : le télégraphiste
- Vladimir Popov : le contrôleur de tickets

## Autour du film
Selon l'édition Bachfilms, La Jeune Fille au carton à chapeau a été produit à la demande de Narkomfin URSS (commissariat du peuple aux finances) comme propagande pour les emprunts à lots de l'État.
Le film est un exemple typique des comédies en vogue durant la période de la NEP en Union soviétique. On trouve dans celle-ci : « La poésie et l'humour qui feront le prix des grands films de Barnet ; le film est plein de situations désopilantes et de trouvailles visuelles qui font mouche : ainsi l'héroïne qui se pique au doigt en cousant et, comme son amoureux suce la goutte de sang qui perle, elle se pique à la lèvre et lui tend une bouche gourmande. »
La Jeune Fille au carton à chapeau est au carrefour de nombreuses influences : celle de Lev Koulechov, avec qui Barnet travailla, mais aussi du théâtre satirique proche du constructivisme et, pour le jeu des comédiens, des théories de la FEKS (Fabrique de l'acteur excentrique), laboratoire expérimental créé en 1921 par Grigori Kozintsev, Sergueï Youtkevitch et Leonid Trauberg.
Dans un style alerte, drôle et mêlé de tendresse, le premier opus de Boris Barnet offre « un tableau à la pointe sèche de la petite bourgeoisie moscovite, empêtrée dans des problèmes d'argent, et par contraste, un pastel idyllique de la classe ouvrière, vivant dans un état proche de l'innocence. »